# Xã Lees Creek, Quận Crawford, Arkansas
Xã Lees Creek (tiếng Anh: Lees Creek Township) là một xã thuộc quận Crawford, tiểu bang Arkansas, Hoa Kỳ. Năm 2010, dân số của xã này là 628 người.